# Île Le Veneur
Pour les articles homonymes, voir Le Veneur.
L'île Le Veneur est située est située sur le cours intermédiaire la rivière Eastmain, au Nord-Ouest du lac Mistassini, dans le territoire de Eeyou Istchee Baie-James (municipalité), dans la région administrative du Nord-du-Québec, dans la province de Québec, au Canada. Cette île est située dans la réserve Mistassini, entièrement en zone forestière et inhabitée.
Le bassin versant du lac Nasacauso est desservi indirectement par la route forestière route 167 (sens Nord-Sud) qui passe à km au Sud; cette route remonte vers le Nord en passant à l’Est du lac Mistassini, puis en suivant le cours de la rivière Takwa. Ensuite, cette route dessert la zone du réservoir de l'Eastmain 1.
La surface des plans d’eau environnants est habituellement gelée de la mi-novembre à la fin avril, toutefois la circulation sécuritaire sur la glace se fait généralement du début décembre à la fin de mars.

## Géographie
Les bassins versants voisins de l’île Le Veneur sont:
- côté nord: rivière Eastmain, rivière Ross (rivière Eastmain), lac Dumanoir, lac Noverraz, lac Nantewil, lac Bardin;
- côté est: rivière Eastmain, rivière Tichégami, lac Marbois, rivière Cauouatstacau, lac Chamic;
- côté sud: lac de la Marée, lac des Pygargues, lac Bellinger, lac Cocomenhani, lac Cawachagamite, rivière Rupert, rivière Natastan;
- côté ouest: lac de la Marée, lac Nasacauso, lac Du Glas, lac Lamothe, lac Arquès, rivière Eastmain[1].

L’île Le Veneur est ceinturée par la rivière Eastmain dont le chenal Nord comporte 27,4 km et le chenal Sud 36,4 km en passant dans la partie Nord-Est du lac de la Marée. L’Île Le Veneur comporte:
- une longueur de 27,4 km en forme de poire allongée dans le sens Est-Ouest;
- une largeur maximale de 7,4 km dans la partie Ouest et 5,8 km dans la partie Est[1].

L’intérieur de l’île Le Veneur comporte une quarantaine de petits plans d’eau et deux fondrières à filament (l’une au Sud et l’autre à l’Est). L’extrémité Est de l’île est une zone de marais.
À partir de la pointe Nord-Ouest de l’île, le courant de la rivière Eastmain coule sur km jusqu’à baie de Rupert en traversant le réservoir de l'Eastmain 1 et le réservoir Opanica.

## Toponymie
À quelques kilomètres au sud-ouest, près du lac de la Marée, la Compagnie de la Baie d'Hudson avait établi un poste de traite des fourrures, connu sous le nom « Neoskweskau ». L'île portait depuis au moins le début du XXe siècle le nom « Île Grande ». En attribuant en 1945 le toponyme actuel, la Commission de géographie du Québec voulait rappeler le nom de celui qui aurait permis à Jacques Cartier d'obtenir, en 1534, le mandat royal de chercher un passage vers la Chine en explorant le Nouveau Monde.
Jean Le Veneur de Tillières, comte de Lisieux, exerçait comme abbé commendataire de l'abbaye du Mont-Saint-Michel lorsque le procureur fiscal de l'abbaye lui vanta les talents de navigateur Jacques Cartier, un parent de Mgr Le Veneur. Passionné des affaires de la mer, l'évêque en parla au roi de France qui accomplissait un pèlerinage au Mont-Saint-Michel, en 1532. Par un habile jeu diplomatique relié au mariage du fils du roi à la nièce du pape, l'évêque obtint de ce dernier une déclaration qui ouvrait l'horizon aux ambitions françaises, en limitant le partage du Nouveau Monde de 1493 en faveur de l'Espagne et du Portugal aux seules terres connues à cette date. Du coup, l'abbé Le Veneur fut nommé cardinal et son protégé fut chargé de l'expédition par François Ier,.
Le toponyme "île Le Veneur" a été officialisé le 5 décembre 1968 par la Commission de toponymie du Québec, soit à la création de cette commission.